# オルドビス紀
| 累代        | 代     | 紀           | 紀                   | 世               | 期                   | 基底年代 Mya |
| ----------- | ------ | ------------ | -------------------- | ---------------- | -------------------- | ------------ |
| 顕生代      | 新生代 | 新生代       | 新生代               | 新生代           | 新生代               | 66           |
| 顕生代      | 中生代 | 中生代       | 中生代               | 中生代           | 中生代               | 251.902      |
| 顕生代      | 古生代 | ペルム紀     | ペルム紀             | ローピンジアン   | チャンシンジアン     | 254.14       |
| 顕生代      | 古生代 | ペルム紀     | ペルム紀             | ローピンジアン   | ウーチャーピンジアン | 259.1        |
| 顕生代      | 古生代 | ペルム紀     | ペルム紀             | グアダルピアン   | キャピタニアン       | 265.1        |
| 顕生代      | 古生代 | ペルム紀     | ペルム紀             | グアダルピアン   | ウォーディアン       | 268.8        |
| 顕生代      | 古生代 | ペルム紀     | ペルム紀             | グアダルピアン   | ローディアン         | 272.95       |
| 顕生代      | 古生代 | ペルム紀     | ペルム紀             | シスウラリアン   | クングーリアン       | 283.5        |
| 顕生代      | 古生代 | ペルム紀     | ペルム紀             | シスウラリアン   | アーティンスキアン   | 290.1        |
| 顕生代      | 古生代 | ペルム紀     | ペルム紀             | シスウラリアン   | サクマーリアン       | 293.52       |
| 顕生代      | 古生代 | ペルム紀     | ペルム紀             | シスウラリアン   | アッセリアン         | 298.9        |
| 顕生代      | 古生代 | 石炭紀       | ペンシルバニアン亜紀 | 後期             | グゼリアン           | 303.7        |
| 顕生代      | 古生代 | 石炭紀       | ペンシルバニアン亜紀 | 後期             | カシモビアン         | 307          |
| 顕生代      | 古生代 | 石炭紀       | ペンシルバニアン亜紀 | 中期             | モスコビアン         | 315.2        |
| 顕生代      | 古生代 | 石炭紀       | ペンシルバニアン亜紀 | 前期             | バシキーリアン       | 323.2        |
| 顕生代      | 古生代 | 石炭紀       | ミシシッピアン亜紀   | 後期             | サープコビアン       | 330.9        |
| 顕生代      | 古生代 | 石炭紀       | ミシシッピアン亜紀   | 中期             | ビゼーアン           | 346.7        |
| 顕生代      | 古生代 | 石炭紀       | ミシシッピアン亜紀   | 前期             | トルネーシアン       | 358.9        |
| 顕生代      | 古生代 | デボン紀     | デボン紀             | 後期             | ファメニアン         | 372.2        |
| 顕生代      | 古生代 | デボン紀     | デボン紀             | 後期             | フラニアン           | 382.7        |
| 顕生代      | 古生代 | デボン紀     | デボン紀             | 中期             | ジベティアン         | 387.7        |
| 顕生代      | 古生代 | デボン紀     | デボン紀             | 中期             | アイフェリアン       | 393.3        |
| 顕生代      | 古生代 | デボン紀     | デボン紀             | 前期             | エムシアン           | 407.6        |
| 顕生代      | 古生代 | デボン紀     | デボン紀             | 前期             | プラギアン           | 410.8        |
| 顕生代      | 古生代 | デボン紀     | デボン紀             | 前期             | ロッコヴィアン       | 419.2        |
| 顕生代      | 古生代 | シルル紀     | シルル紀             | プリドリ         |                      | 423          |
| 顕生代      | 古生代 | シルル紀     | シルル紀             | ラドロー         | ルドフォーディアン   | 425.6        |
| 顕生代      | 古生代 | シルル紀     | シルル紀             | ラドロー         | ゴースティアン       | 427.4        |
| 顕生代      | 古生代 | シルル紀     | シルル紀             | ウェンロック     | ホメリアン           | 430.5        |
| 顕生代      | 古生代 | シルル紀     | シルル紀             | ウェンロック     | シェイウッディアン   | 433.4        |
| 顕生代      | 古生代 | シルル紀     | シルル紀             | ランドベリ       | テリチアン           | 438.5        |
| 顕生代      | 古生代 | シルル紀     | シルル紀             | ランドベリ       | アエロニアン         | 440.8        |
| 顕生代      | 古生代 | シルル紀     | シルル紀             | ランドベリ       | ラッダニアン         | 443.8        |
| 顕生代      | 古生代 | オルドビス紀 | オルドビス紀         | 後期             | ヒルナンシアン       | 445.2        |
| 顕生代      | 古生代 | オルドビス紀 | オルドビス紀         | 後期             | カティアン           | 453          |
| 顕生代      | 古生代 | オルドビス紀 | オルドビス紀         | 後期             | サンドビアン         | 458.4        |
| 顕生代      | 古生代 | オルドビス紀 | オルドビス紀         | 中期             | ダーリウィリアン     | 467.3        |
| 顕生代      | 古生代 | オルドビス紀 | オルドビス紀         | 中期             | ダーピンジアン       | 470          |
| 顕生代      | 古生代 | オルドビス紀 | オルドビス紀         | 前期             | フロイアン           | 477.7        |
| 顕生代      | 古生代 | オルドビス紀 | オルドビス紀         | 前期             | トレマドキアン       | 485.4        |
| 顕生代      | 古生代 | カンブリア紀 | カンブリア紀         | フロンギアン     | ステージ10           | 489.5        |
| 顕生代      | 古生代 | カンブリア紀 | カンブリア紀         | フロンギアン     | ジャンシャニアン     | 494          |
| 顕生代      | 古生代 | カンブリア紀 | カンブリア紀         | フロンギアン     | ペイビアン           | 497          |
| 顕生代      | 古生代 | カンブリア紀 | カンブリア紀         | ミャオリンギアン | ガズハンジアン       | 500.5        |
| 顕生代      | 古生代 | カンブリア紀 | カンブリア紀         | ミャオリンギアン | ドラミアン           | 504.5        |
| 顕生代      | 古生代 | カンブリア紀 | カンブリア紀         | ミャオリンギアン | ウリューアン         | 509          |
| 顕生代      | 古生代 | カンブリア紀 | カンブリア紀         | シリーズ2        | ステージ4            | 514          |
| 顕生代      | 古生代 | カンブリア紀 | カンブリア紀         | シリーズ2        | ステージ3            | 521          |
| 顕生代      | 古生代 | カンブリア紀 | カンブリア紀         | テレニュービアン | ステージ2            | 529          |
| 顕生代      | 古生代 | カンブリア紀 | カンブリア紀         | テレニュービアン | フォーチュニアン     | 541          |
| 原生代      | 原生代 | 原生代       | 原生代               | 原生代           | 原生代               | 2500         |
| 太古代      | 太古代 | 太古代       | 太古代               | 太古代           | 太古代               | 4000         |
| 冥王代      | 冥王代 | 冥王代       | 冥王代               | 冥王代           | 冥王代               | 4600         |
| 1. 2. 3. 4. |        |              |                      |                  |                      |              |

オルドビス紀（オルドビスき、Ordovician period）とは、地質時代、古生代前期における区分で、約4億8830万年前から約4億4370万年前までを指す。オルドビスの名前は、模式地であるウェールズ地方に住んでいた古代ケルト系部族「オルドウィケス族」(Ordovices) からついた。奥陶紀（おうとうき）ともいう。
オルドビス紀は、生物の多様化がカンブリア紀並に進んだ時代である。オウムガイに代表される軟体動物や三葉虫のような節足動物、筆石のような半索動物が栄えた。また、オルドビス紀後期には顎を持つ魚類が登場した。
オルドビス紀末には大量絶滅が起こった。

## 時代区分

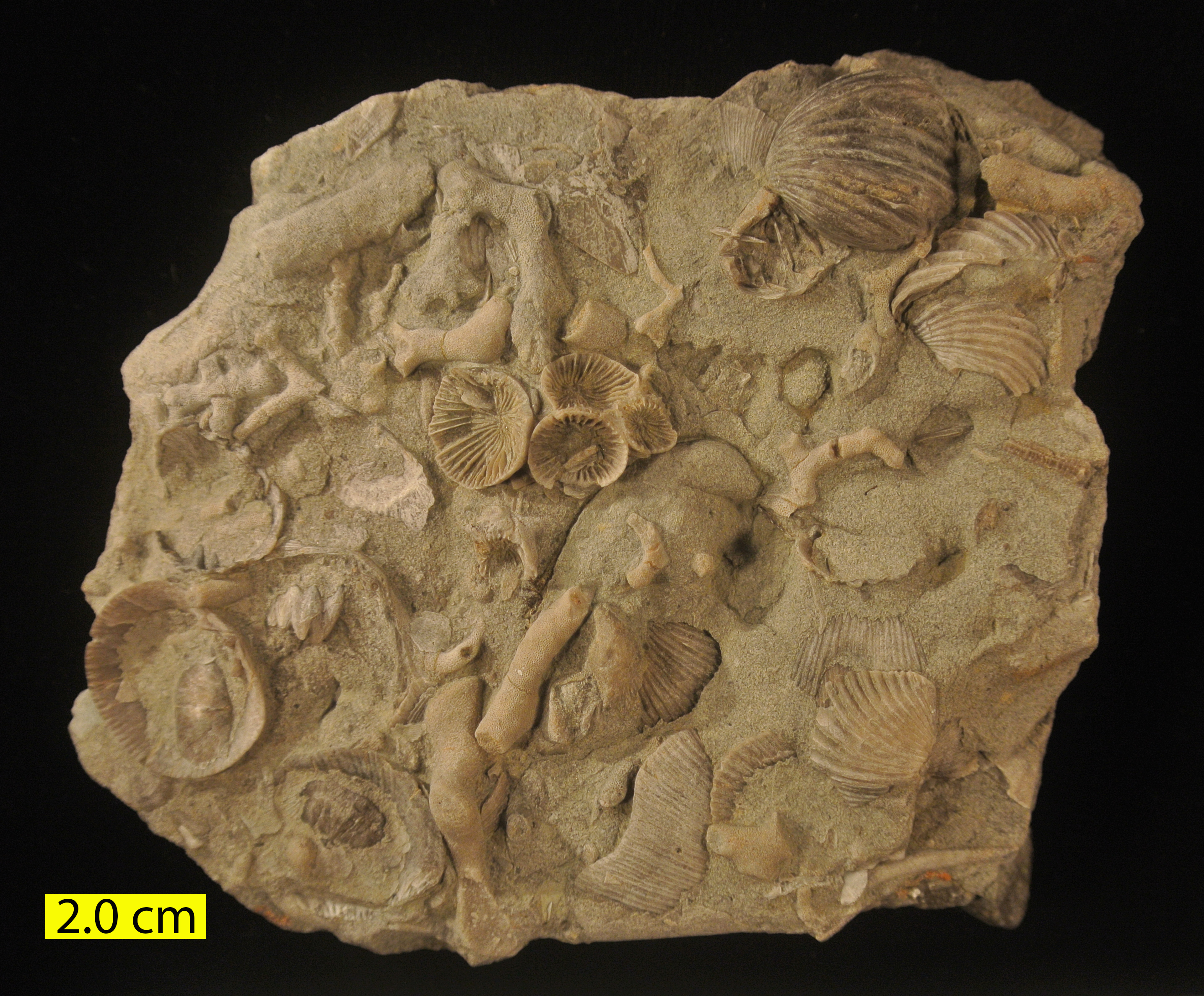

オルドビス紀は以下のように7の時代に分けられている。
ヒルナント期 (Hirnantian)
4億4370万年 - 4億4560万年前
ケイティ期 (Katian)
4億4560万年 - 4億5580万年前
サンドビ期 (Sandbian)
4億5580万年 - 4億6090万年前
ダリウィル期 (Darriwilian)
4億6090万年 - 4億6810万年前
ダーピン期 (Dapingian)
4億6810万年 - 4億7180万年前
フロー期 (Floian)
4億7180万年 - 4億7860万年前
トレマドッグ期 (Tremadocian)
4億7860万年 - 4億8830万年前

## オルドビス紀末の大量絶滅
オルドビス紀は、顕生代の5大量絶滅事変の1つに数えられる大量絶滅により、その終焉を迎えた。このオルドビス紀末の絶滅事変は、絶滅した属の割合で見ればペルム紀末の大量絶滅に次ぐ大規模なものである。海生多細胞生物の科の22%、属の49%が絶滅し、腕足類、コケムシ類も大打撃を受けた。大量絶滅の原因ははっきりしていない。この時期、大陸は南極域にあり、短い期間であるが大陸氷河が発達した。絶滅は、氷床の発達に伴う海水準の低下時及び氷河の消滅に伴う海水準の上昇時の2回確認されている。